# Вахрамаберд
Вахрамаберд (на арменски: Վահրամաբերդ) е село и община в Армения, област Ширак.Според Националната статистическа служба на Армения през 2012 г. общината има 1683 жители.

## Демография
Броят на населението в годините 1831–2004 е както следва: